# آنگور
آنگور (به لاتین: Angaur) یک منطقهٔ مسکونی در پالائو است که در پالائو واقع شده‌است. آنگور ۸ کیلومتر مربع مساحت و ۱۱۹ نفر جمعیت دارد.